# Állóhullám (hang)

Állóhullám kialakulása, piros pontok jelölik a rezgési csomópontokat
kék: jobbra haladó hullám
piros: balra haladó hullám

Állóhullám akkor keletkezik, ha egyazon helyen két azonos hullámhosszú hullám egymással ellentétes irányban halad át. Akusztikai állóhullám esetén természetesen a közeg nincs nyugalomban, de a hangnyomás és a részecskesebesség maximumai és minimumai a térben nem mozdulnak el. 
Leggyakrabban akkor jön létre, ha két különböző tulajdonságú közeg határfelületén egy hullám visszaverődik, és „saját magával” találkozik, hoz létre interferenciát. A határfelület milyenségétől függően a következő esetek lehetnek:
1. Ha akusztikailag kemény fal veri vissza a merőlegesen érkező hullámot, akkor a határfelületen a részecskesebesség nulla lesz, a hangnyomás pedig maximumot ér el. (Például fedett orgonasíp zárt vége)
2. Ha akusztikailag lágy fal veri vissza a merőlegesen érkező hullámot, akkor a határfelületen a nyomáskülönbség kiegyenlítődik, nulla lesz, a részecskesebesség viszont maximális. (Például sípok nyitott vége)
3. A leggyakoribb eset, hogy a hangvisszaverő felület valahol e két véglet között van, se nem kemény, se nem lágy. Ebben az esetben a hullám bizonyos mélységben behatol a hangvisszaverő közegbe, és csökkent amplitúdóval verődik vissza.